# Sežana
Sežana (en italien : Sesana, en allemand : Zizan) est une commune (občina) de Slovénie, située dans le Littoral slovène dans l'ouest du pays, proche de la frontière italienne à Trieste. La commune détient sur son territoire le village de Lipica rendu célèbre par son haras à l'origine de la race de chevaux lipizzans.

## Géographie
La commune faisant partie de la région du Karst est localisée à environ 10 km de la grande ville italienne de Trieste et à 80 km à l'ouest de la capitale Ljubljana. La frontière entre la Slovénie et l'Italie se trouve dans le village de Fernetiči (Fernetti en italien) mais depuis que la Slovénie a rejoint l'espace Schengen, tous les contrôles ont été supprimés. La zone appartient à la région du Littoral slovène et à la partie septentrionale des Alpes dinariques et est plus précisément au sein du massif du Karst.

### Villages
Les villages qui composent la commune sont :
- Avber
- Bogo
- Brestovica pri Povirju
- Brje pri Koprivi
- Dane pri Sežani
- Dobravlje
- Dol pri Vogljah
- Dolenje
- Dutovlje
- Filipčje Brdo
- Godnje
- Gorenje pri Divači
- Gradišče pri Štjaku
- Gradnje
- Grahovo Brdo
- Griže
- Hribi
- Jakovce
- Kazlje
- Kopriva
- Kosovelje
- Krajna vas
- Kregolišče
- Kreplje
- Križ
- Krtinovica
- Lipica
- Lokev
- Mahniči
- Majcni
- Merče
- Nova vas
- Orlek
- Plešivica
- Pliskovica
- Podbreže
- Poljane pri Štjaku
- Ponikv
- Povir
- Prelože pri Lokvi
- Pristava
- Raša
- Ravnje
- Razguri
- Sela
- Selo
- Senadolice
- Skopo
- Stomaž
- Šepulje
- Sežana (ville)
- Šmarje pri Sežani
- Štjak
- Štorje
- Tabor
- Tomaj
- Tublje pri Komnu
- Utovlje
- Veliki Dol
- Veliko Polje
- Voglje
- Vrabče
- Vrhovlje
- Žirje

## Histoire

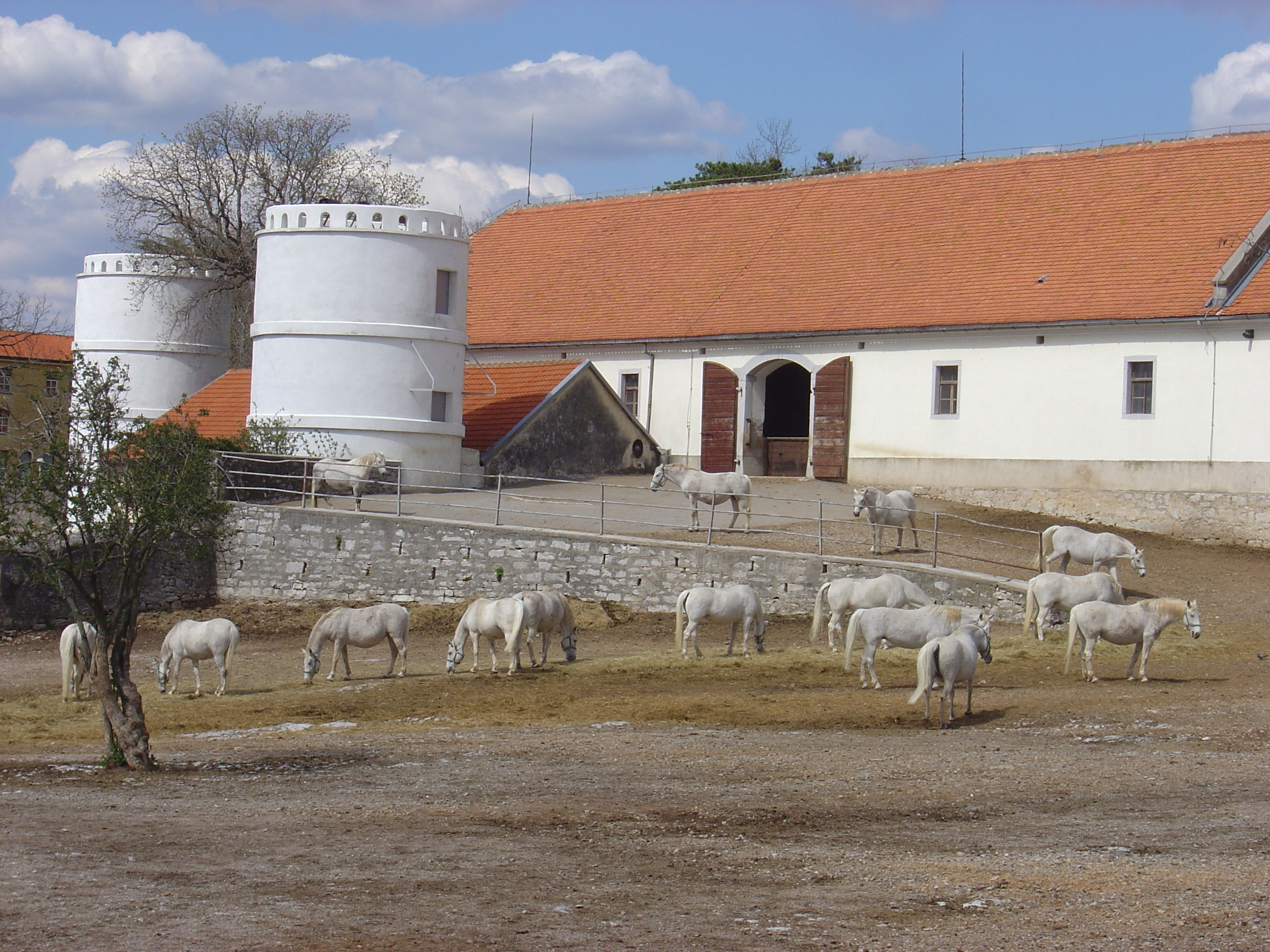
Le haras de Lipica.

Dans l'antiquité, la région fut habitée par des Illyriens et par les Celtes. Elle faisait partie de l'Empire romain, puis, à partir du VIe siècle, les Slaves sont arrivés. La côte Adriatique fut également sous la domination des ducs de Frioul au sein du royaume lombard (568–774) et de l'Empire carolingien. Au Moyen Âge central, elle passa aux domaines des patriarches d'Aquilée et leurs vassaux, les comtes de Goritz, tandis que la plupart de la péninsule d'Istrie au sud fut conquise par la république de Venise. L'armée ottomane attaqua ensuite la région à plusieurs reprises.
À la suite de l'extinction de la maison de Goritz en 1500, la région est passée dans le giron de la famille des Habsbourg et est incorporée dans le comté de Gorizia et Gradisca. En 1580, l'archiduc Charles II d'Autriche, frère de l'empereur Maximilien II, a fondé le haras de Lipica.
Sežana ne se développa réellement qu'au milieu du XIXe siècle à la suite de la construction à proximité de la voie ferrée Südbahn reliant le port de Trieste à Vienne. À cette époque ces deux villes appartenaient au même Empire d'Autriche-Hongrie. Après la défaite de l'empire en 1918, la région fut annexée au royaume d'Italie et subit une italianisation de ses habitants notamment durant la période fasciste italienne et ce jusque 1943 durant la seconde Guerre mondiale. Cette année, l'Italie capitula et la zone fut occupée par les troupes allemandes jusque 1945. La zone connut de nombreuses escarmouches entre les partisans yougoslaves et les troupes allemandes. C'est en 1945 que les Allemands perdirent la région au profit des partisans. La zone fut administrée jusque 1947 par les alliés. En 1947, la région rejoignit la république socialiste de Slovénie au sein de la fédération de Yougoslavie. Depuis 1991, la Slovénie est devenue indépendante.

## Économie

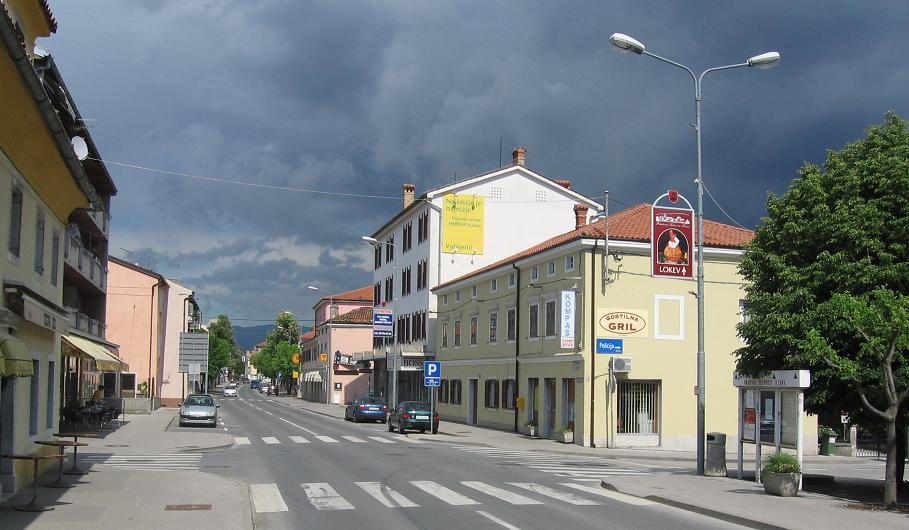
Vue de la voie principale.

La commune profite en partie du tourisme grâce à la présence à proximité de la mer Adriatique ainsi que du célèbre haras du village de Lipica où sont élevés depuis de nombreuses années les célèbres chevaux lipizzans. Dans la région, il est également possible de visiter l'importante grotte de Postojna. L'agriculture (vignobles) joue également un rôle important dans l'économie locale. Finalement, différentes petites et grandes entreprises sont localisées sur le territoire de la commune.

## Démographie
Entre 1999 et 2021, la population de la commune de Sežana a légèrement augmenté pour atteindre près de 14 000 habitants.
Évolution démographique
| 1999   | 2000   | 2001   | 2002   | 2003   | 2004   | 2005   | 2006   | 2007   | 2008   | 2009   | 2010   |
| ------ | ------ | ------ | ------ | ------ | ------ | ------ | ------ | ------ | ------ | ------ | ------ |
| 11 803 | 11 913 | 11 918 | 11 986 | 12 085 | 11 970 | 11 972 | 12 098 | 12 470 | 12 621 | 12 682 | 12 883 |

Évolution démographique
| 2011   | 2012   | 2013   | 2014   | 2015   | 2016   | 2017   | 2018   | 2019   | 2020   | 2021   |
| ------ | ------ | ------ | ------ | ------ | ------ | ------ | ------ | ------ | ------ | ------ |
| 12 894 | 13 082 | 13 036 | 13 091 | 13 090 | 13 160 | 13 236 | 13 276 | 13 425 | 13 551 | 13 802 |

## Charnier de Lipica
Lipica est le site d'une fosse commune associée à la Seconde Guerre mondiale. Le charnier de l’arbre de Lipica (slovène : Grobišče Lipiško brezno) est situé à environ 500 m au sud-ouest du boulevard bordé d’arbres à proximité du haras. Il contient un nombre indéterminé de restes humains,,.

## Le Lipica Open
Le Lipica Open est une compétition internationale de course d’orientation qui a lieu chaque année le deuxième week-end de mars. Il s'agit de la plus grande compétition de course d'orientation en Slovénie. Elle s'est déroulée pour la première fois en 1992.

## Autres lieux d'intérêt
- La galerie Avgust Černigoj
- Le système de grottes de Škocjan (Škocjanske jame / Grotte de San Canziano), site du patrimoine mondial de l'UNESCO.
- Vilenica Cave, la plus ancienne grotte d'exposition d'Europe (avec visites guidées depuis 1633)
- La vallée de Notre-Dame de Lourdes (slovène : Dolina Lurške Matere Božje), église en plein air et lieu de pèlerinage local

## Personnages importants
- Avgust Černigoj, peintre ;
- Danilo Dolci, politicien ;
- Taras Kermauner, philosophe et historien ;
- Srečko Kosovel, poète ;
- Ciril Zlobec, poète ;
- Ivan Slavec (1859-1940), cofondateur du journal Primorski list et dernier prêtre de langue slovène à la cathédrale de Trieste[7].

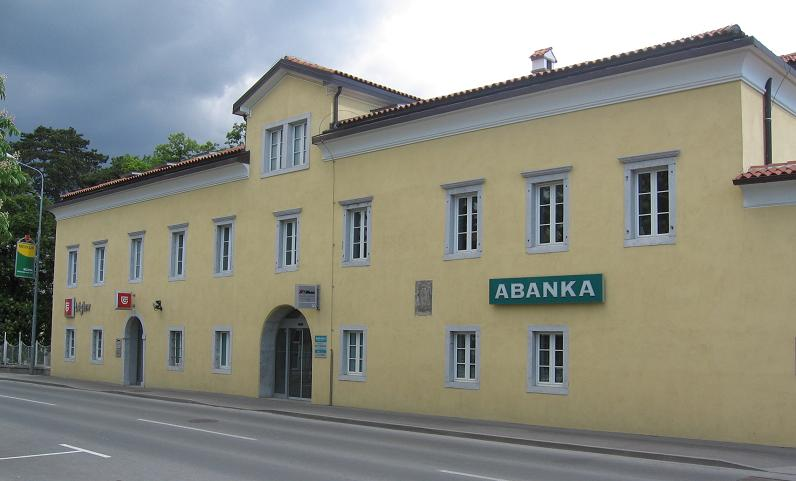
Vieux château.
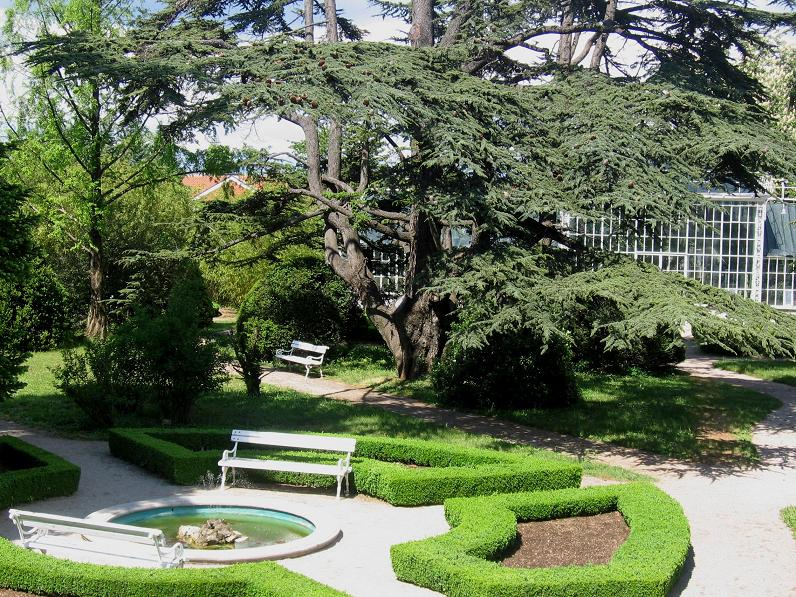
Parc botanique de Sežana.
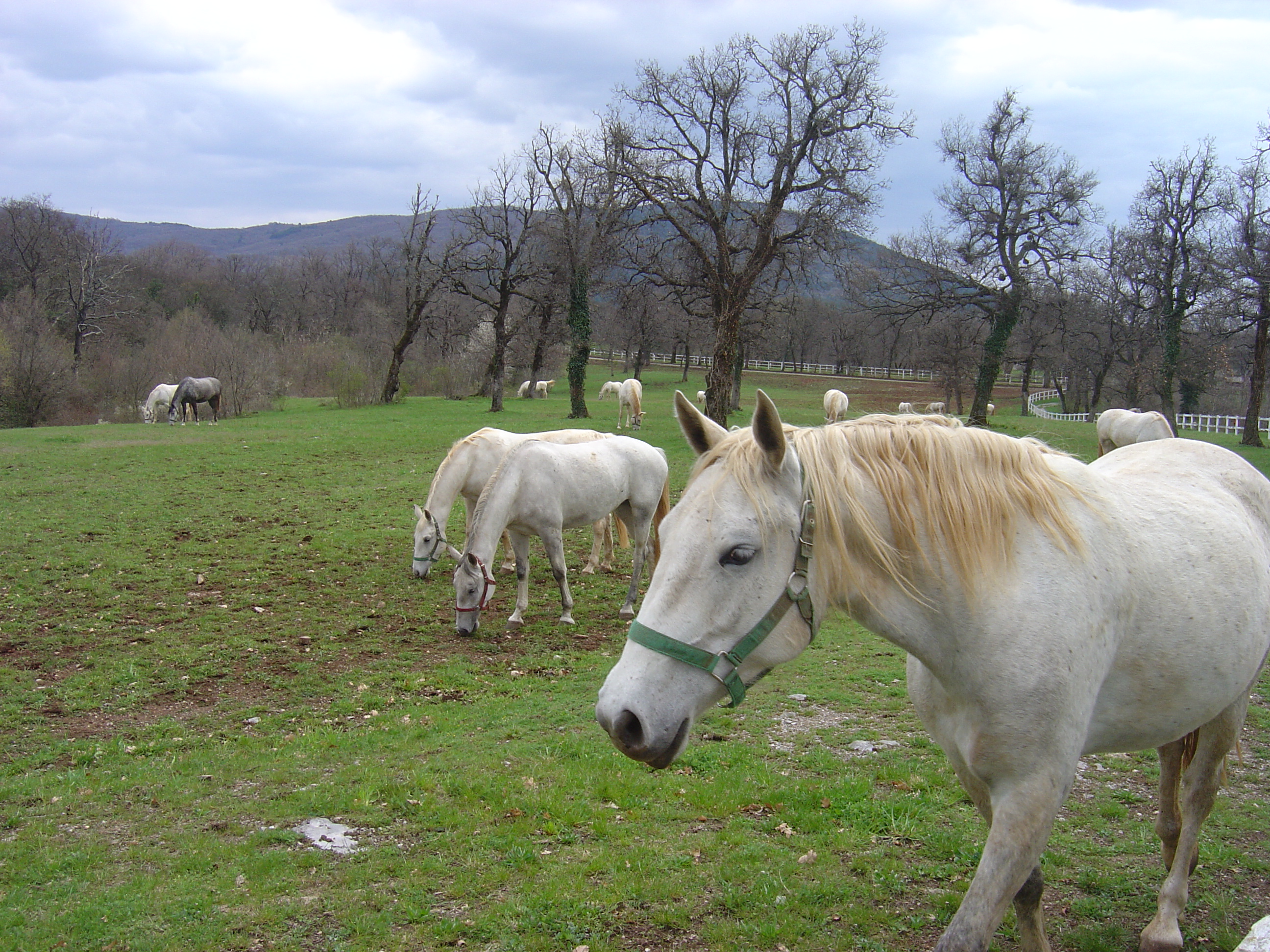
Haras de Lipica.

## Jumelages
Sežana est jumelée avec :
- Waregem (Belgique) ;
- Rab (Croatie) ;
- Sisak (Croatie) ;
- Sant'Ambrogio di Valpolicella (Italie) ;
- Sant'Ambrogio di Torino (Italie) ;
- Podgorica (Monténégro) ;
- Gornji Milanovac (Serbie) ;
- Pardubice (Tchéquie) ;
- Montbrison (France).